# Мисс Интернешнл 2003
Мисс Интернешнл 2003 (англ. Miss International 2003) — 43-й международный конкурс красоты Мисс Интернешнл, проведённый 8 октября 2003 года в Токио (Япония), который выиграла Гойседер Асуа из Венесуэлы.

## Финальный результат
| Финальный результат  | Участница |
| -------------------- | --- |
| Мисс Интернешнл 2003 | - Венесуэла — Гойседер Асуа |
| 1-я Вице Мисс        | - Индия — Шонали Награни |
| 2-я Вице Мисс        | - Финляндия — Суви Хартлин |
| Полуфиналистки       | - Боливия — Муриэль Крус - Китай — Ванг Чан - Франция — Элоди Куффен - Греция — Апостолина Запройдис - Япония — Саэко Мацуми - Республика Корея — Син Чису - Россия — Татьяна Чеботаревская - Таиланд — Пауина Бамрунгрот - Украина — Вероника Бондаренко |

## Специальные награды
| Награда                    | Участница                   |
| -------------------------- | --------------------------- |
| Лучший Национальный Костюм | - Китай — Уонг Чан          |
| Мисс Дружба                | - Япония — Саэко Мацуми     |
| Мисс Фотогеничность        | - Венесуэла — Гойседер Асуа |

## Участницы
| - Аргентина — Каталина Руиллер - Аруба — Фалон Хулиана Лопес - Боливия — Кармен Муриэль Крус Кларос - Бразилия — Карлесса Рубисинтия Маседу да Роша - Канада — Катарзина Дзиедзик - Чили — Кристиана Бальмельи Фурньер (World '01) - Китай — Уонг Чанг - Колумбия — Исабель София Кабралес Бакеро - Коста-Рика — Мерилин Вильяльта Кастро (Universe '02) - Хорватия — Мая Узаревич - Кипр — Мария Пелекану - Эфиопия — Йодит Гетаун (Earth '03) - Финляндия — Суви Пайвикки Хартлин - Франция — Элоди Куффен - Германия — Александра Водяникова (Universe '03, SF Europe '03) - Греция — Апостолина Запройдис - Гватемала — Ана Памела Прадо Диас - Гонконг — Присцилла Чик Дой-Дой - Индия — Шонали Награни - Израиль — Ставит Будин - Япония — Саэко Мацуми - Республика Корея — Син Чису - Мексика — Лорена Руис Мартинес | - Малайзия — Эстер Тан - Мальта — Надин Кассар - Мексика — Габриэла Ортис - США — Лана-ла Трелл Онг Генри - Новая Зеландия — Эмбер Джин Пиблс (World '04) - Нигерия -Нвандо Оквоса - Северные Марианские Острова — Нэнси Рей Кинг Риппли - Филиппины — Хесария Хемес Хавьер - Пуэрто-Рико — Дигнелис Хименес - Россия — Татьяна Чеботаревская - Сербия и Черногория — Андя Ратко Будимир - Сингапур — Берлин Ко Минг Йен - Словакия — Симона Слободникова - Испания — Мария Каррильо Рейес - Таиланд — Пауина Бамрунгрот - Тунис — Амира Табет - Турция — Гизем Калионку - Украина — Вероника Дмитриевна Бондаренко (Intercontinental '01) - Великобритания — Гейл Уилльямсон (World '02) - США — Мазиелль Отеро - Венесуэла — Гойседер Асуа(Top 10 World '02) - Вьетнам — Ли Мин Туонг |

## Не участвовали
- Алжир — Массика Бенакила
- Чехия — Клара Медкова (накануне конкурса, она заболела и была вынуждена уехать из Японии)
- Ливан — Рита Лама
- Норвегия — Марна Хауген